# Rivière Canatagami
Rivière Canatagami är ett vattendrag i Kanada.   Det ligger i provinsen Québec, i den sydöstra delen av landet, 290 km nordost om huvudstaden Ottawa.
I omgivningarna runt Rivière Canatagami växer i huvudsak blandskog. Trakten runt Rivière Canatagami är nära nog obefolkad, med mindre än två invånare per kvadratkilometer.